# Křemešník
Křemešník je výrazný vrch ležící asi 7 kilometrů jihovýchodně od Pelhřimova, jeden z nejvyšších vrcholů Českomoravské vrchoviny a součást Křemešnické vrchoviny. Nadmořská výška vrcholu je 769 m. Křemešník je také významným poutním místem s kostelem Nejsvětější Trojice. Velká pout na Křemešník se koná vždy 8. neděli po Velikonocích.
Na vrcholu je v prodeji turistická známka č. 384 Křemešník, Jihlavské vrchy s vyobrazením místního poutního kostela.

## Historie
Ve 13. a 14. století na úbočích Křemešníku provozovali Rožmberkové a Trčkové z Lípy těžbu stříbra; opuštěné šachty po ukončení těžby později sloužily jako obydlí poustevníků z řádu františkánů a ivanitů.
Roku 1555 byla na Křemešníku postavena dřevěná kaple zasvěcená Nejsvětější Trojici. Ta se stala oblíbeným poutním místem a roku 1651 byla z prostředků města Pelhřimova postavena kaple zděná. Tu vysvětil roku 1654 opat kláštera v Želivě Norbert. K dalšímu rozšíření došlo v 18. století – v letech 1710 až 1720 byl vybudován poutní kostel Nejsvětější Trojice, ten byl roku 1734 doplněn ambity a roku 1750 byl dokončen do dnešní barokní podoby. Od roku 1763 byly vedeny kroniky o procesích; po staletí sem každoročně putovaly desítky tisíc věřících. V novodobé historii zažil Křemešník největší rozmach v letech 1878–1919 za průvodcovské činnosti křemešnického učitele Josefa Zahálky. Vzpomínkou na něj je kniha Na krásné samotě, jejímž autorem je kněz, spisovatel a kulturní organizátor František Bernard Vaněk, který s ním na Křemešníku jako expozita působil v letech 1902–1907.
Kromě kostela poutníky přitahovaly i tři křemešnické studánky: Stříbrná studánka, studánka U buku a zejména Zázračná studánka (též Zlatá studánka), jejíž voda vyvěrá zpravidla od Vánoc do léta, jsou jí přisuzovány léčivé účinky a je slabě radioaktivní, což při skladování zabraňuje tvorbě bakterií. Nad Zázračnou studánkou byla vystavena kaple a začíná zde Křížová cesta, stoupající na vrchol Křemešníku. Je zakončena jeskyní, která symbolizuje Boží hrob – v ní je uložena kamenná socha Kristova těla od sochaře Antonína Bílka, bratra Františka Bílka.
Vrch Křemešník se často objevuje v díle básníka, prozaika, publicisty a spisovatele Stanislava Augusty (1915–1990).

## Větrný zámek
Poblíž kostela se nachází nedokončená stavba tzv. Větrného (havraního) zámku. Podle projektu Kamila Hilberta jej začal roku 1930 stavět sochař Josef Šejnost pocházející z nedalekého Těšenova. Na věži zámku sedí sedm skleněných havranů jako připomínka pohádky o sedmi bratrech. Josef Šejnost zde plánoval zřídit muzeum svých medailí, projekt však nebyl dokončen.

## Rozhledna
Roku 1993 byla na vrcholu zpřístupněna rozhledna přezdívaná Pípalka, která je výsledkem spolupráce pelhřimovského Klubu českých turistů a Armády ČR. Vyhlídková plošina je ve výšce 40 metrů a vede na ni 205 schodů (2 betonové a 203 železných). Věž vysoká 51 metrů slouží také radistům armády.

## Ochrana přírody
Ve vrcholových partiích byla vyhlášena v roce 1985 přírodní rezervace Křemešník. Rezervací vede 3 km dlouhá naučná stezka zřízená roku 2004. Opodál se nachází přírodní památka Ivaniny rybníčky.

## Galerie

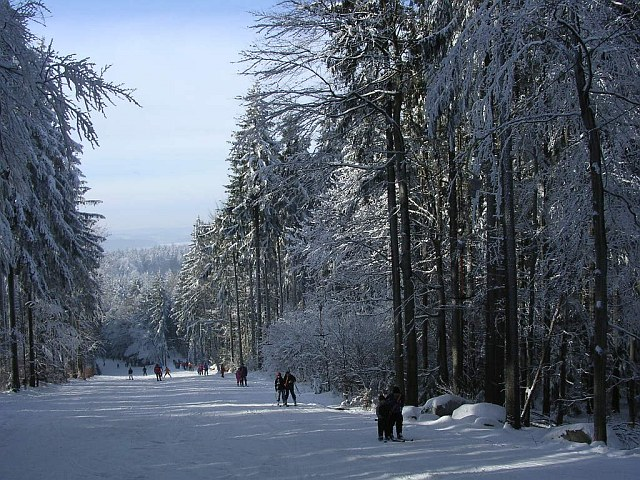
sjezdovka pod vrcholem Křemešníku
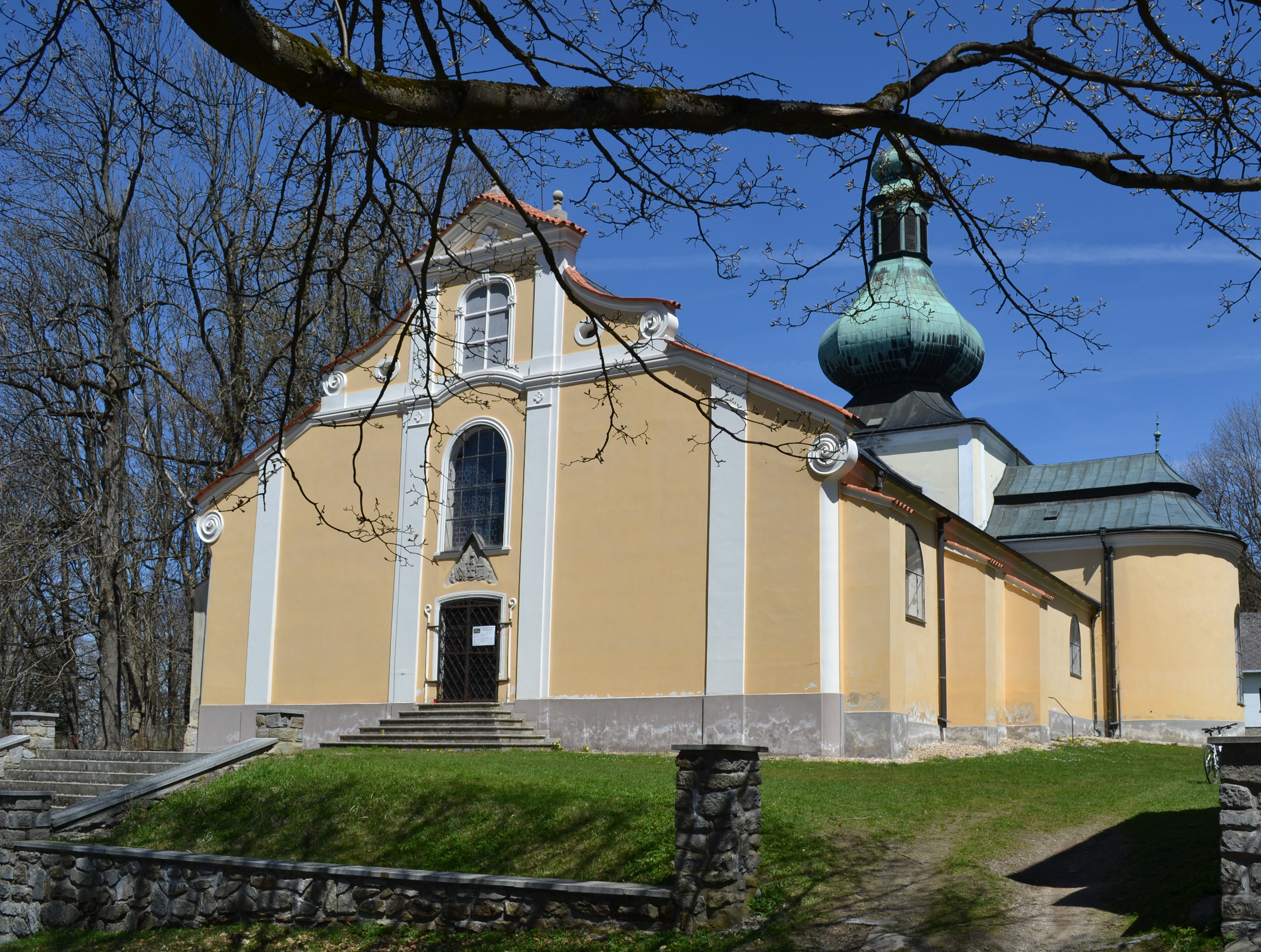
kostel Nejsvětější Trojice
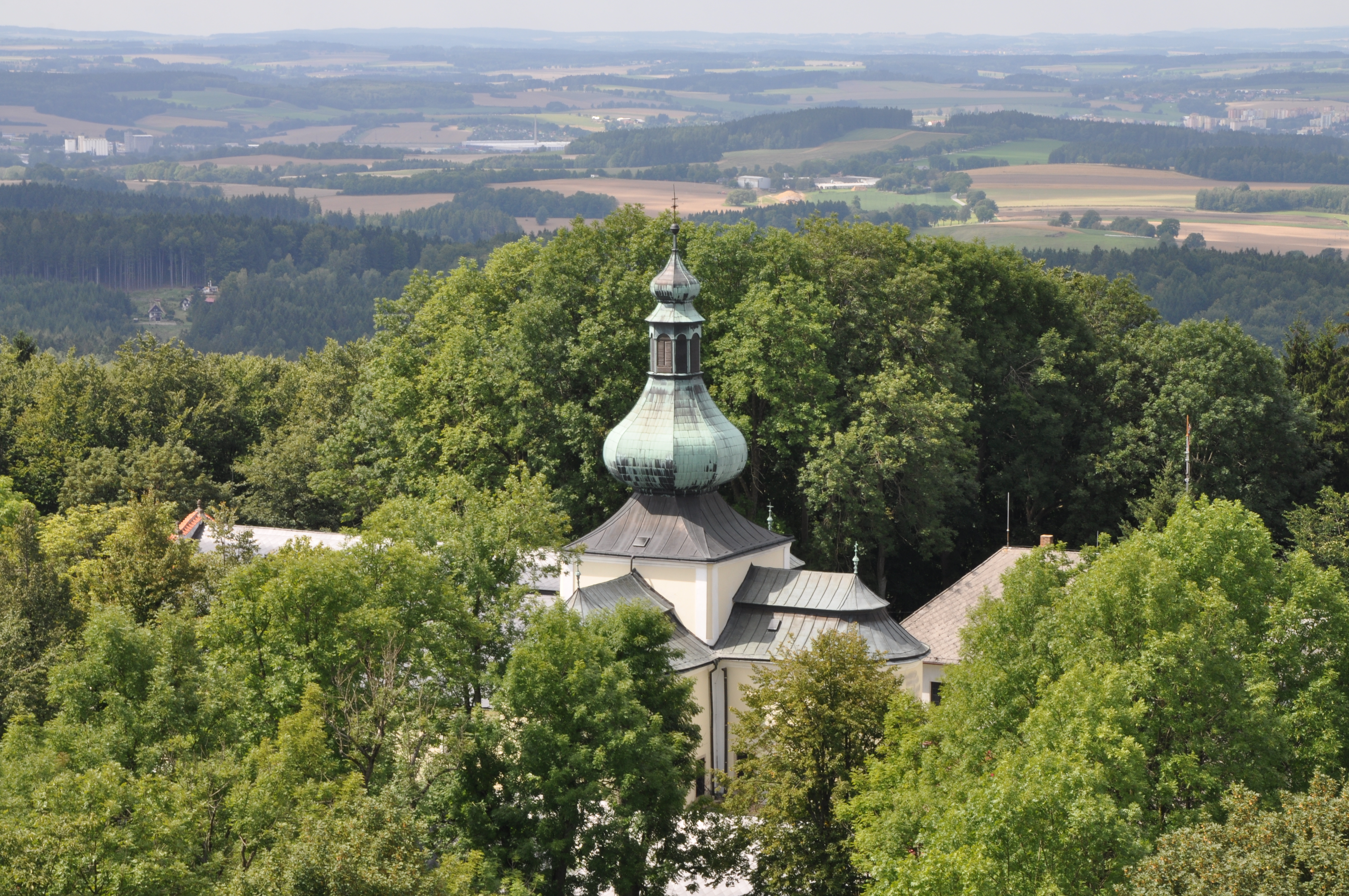
kostel, pohled z rozhledny
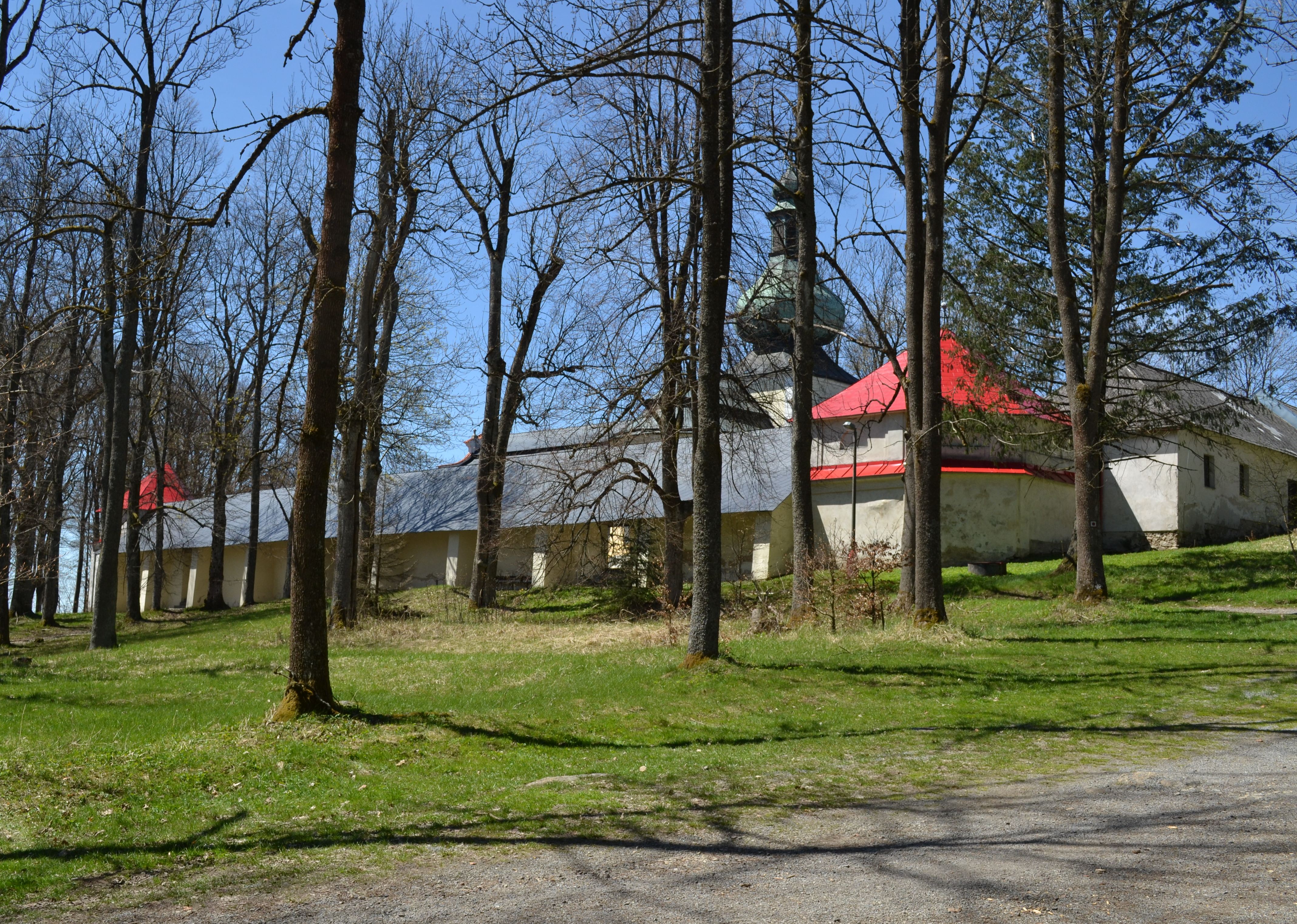
ambit kostela
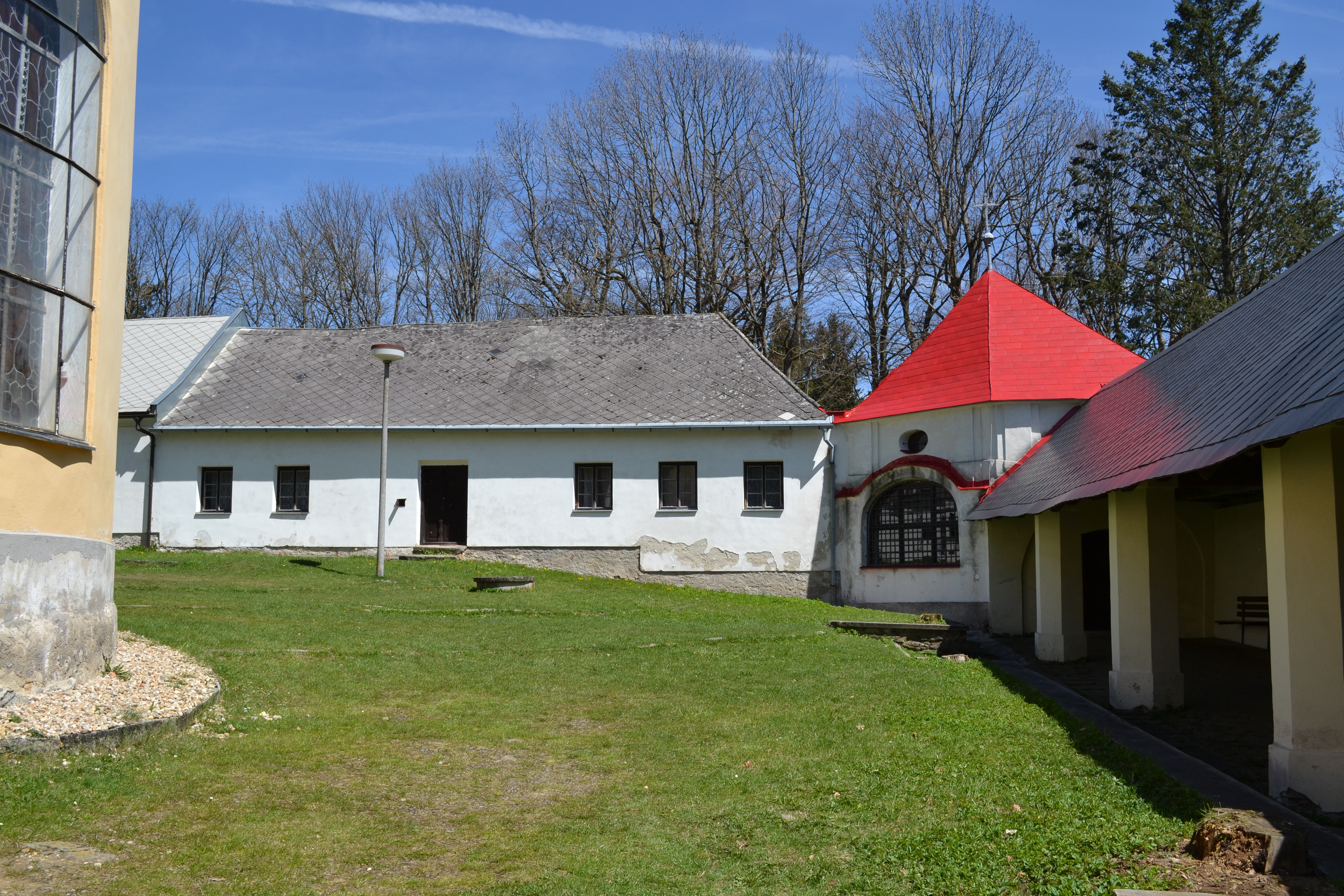
nádvoří s kaplí Korunování Panny Marie
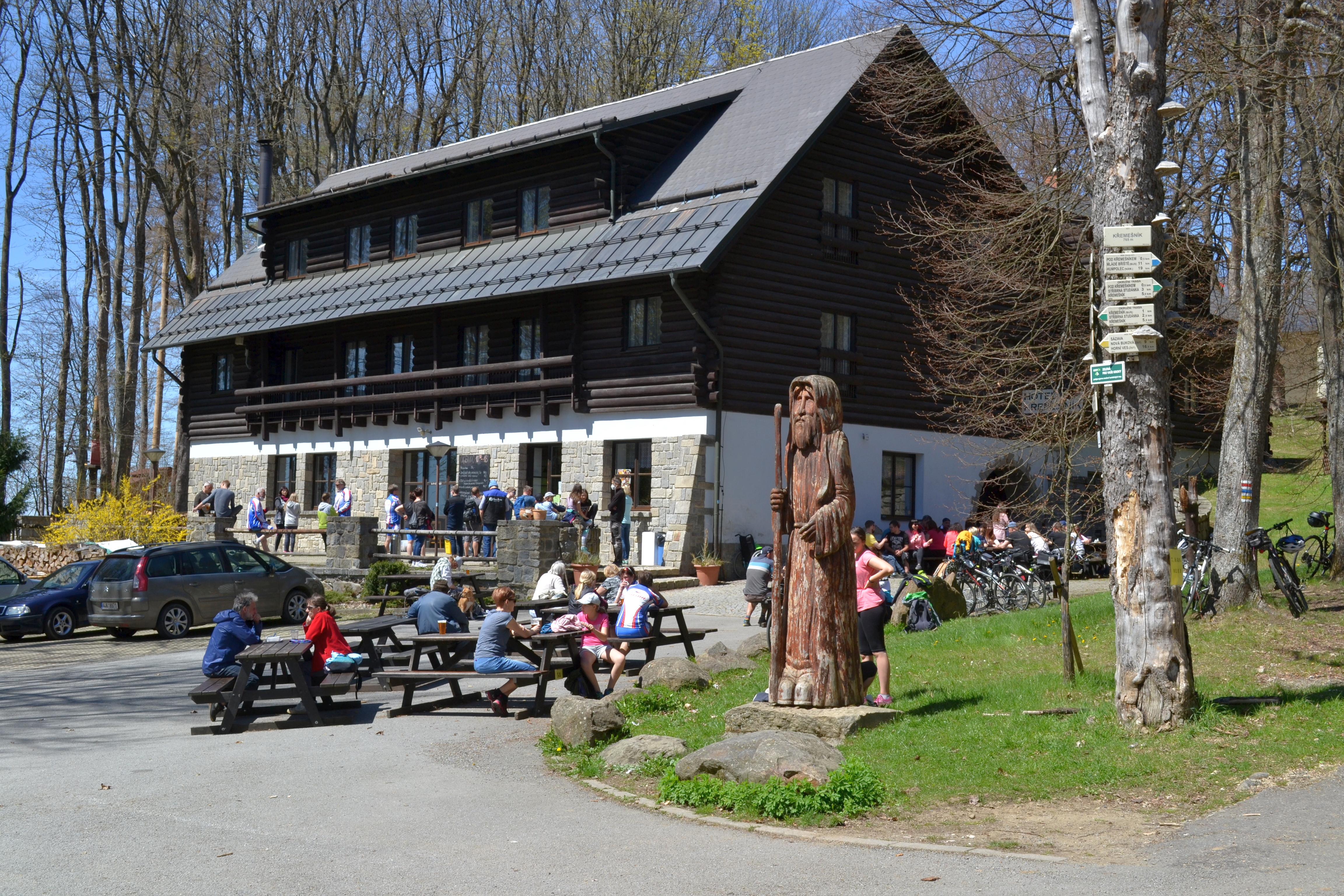
hotel a restaurace
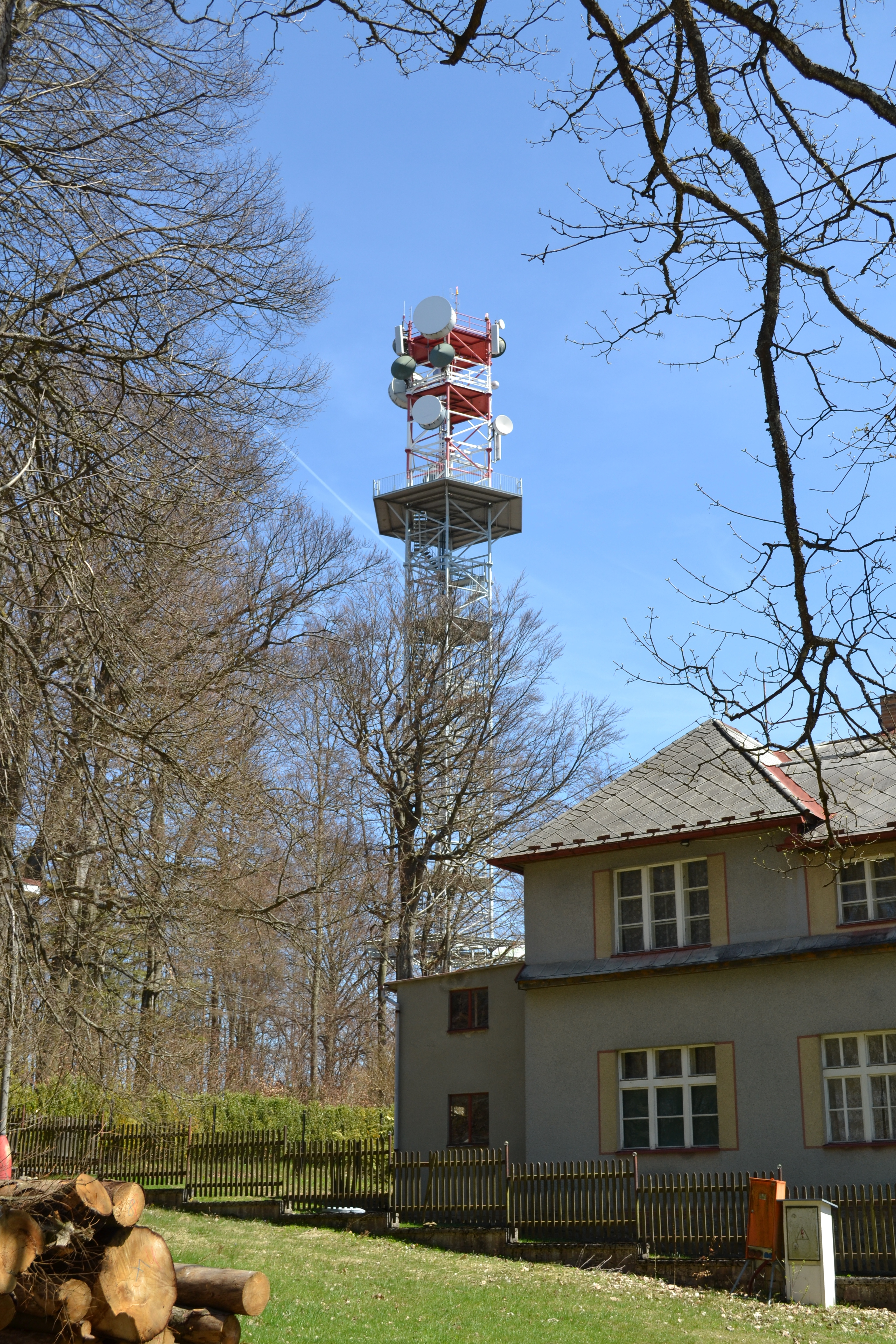
rozhledna Pípalka
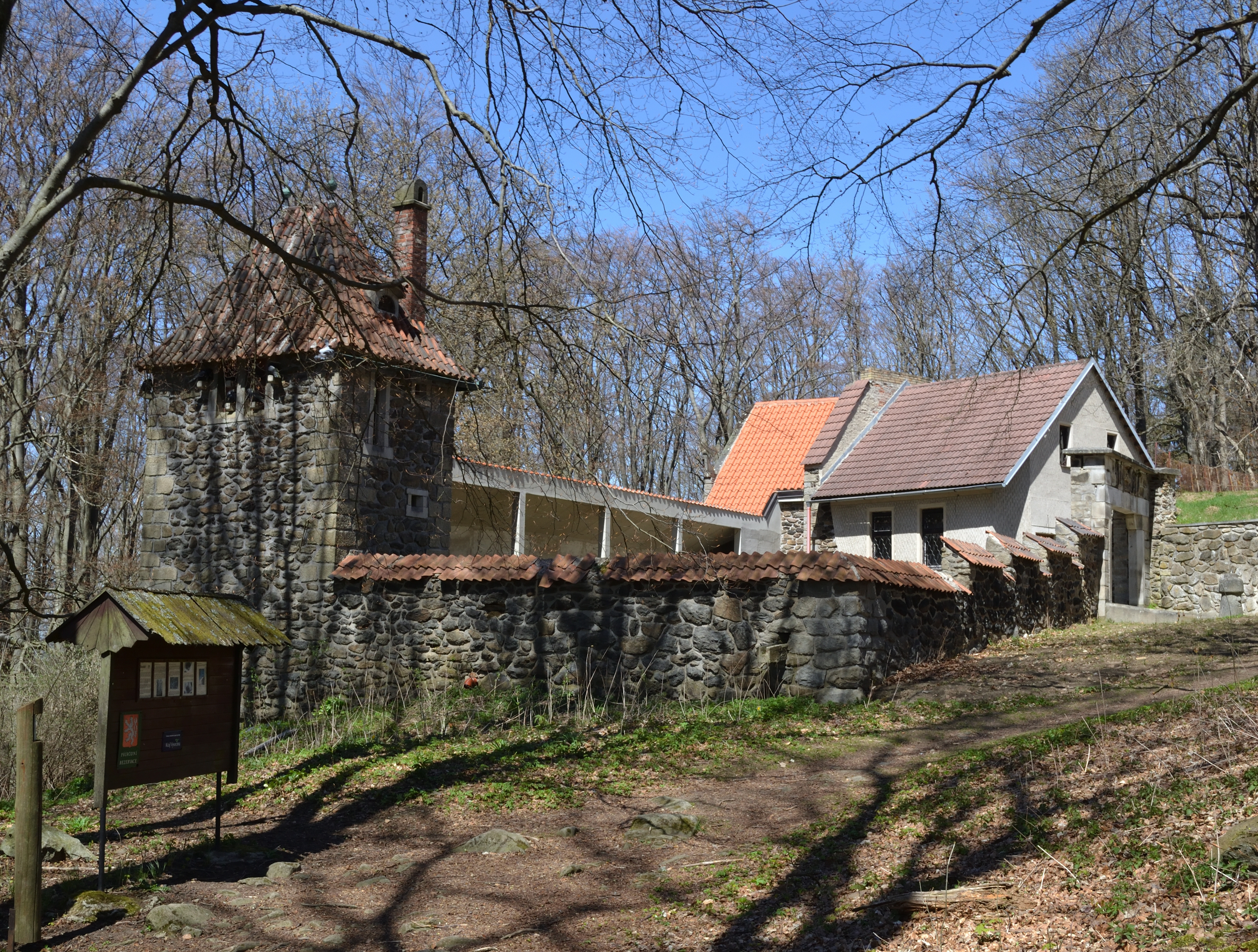
Větrný zámek
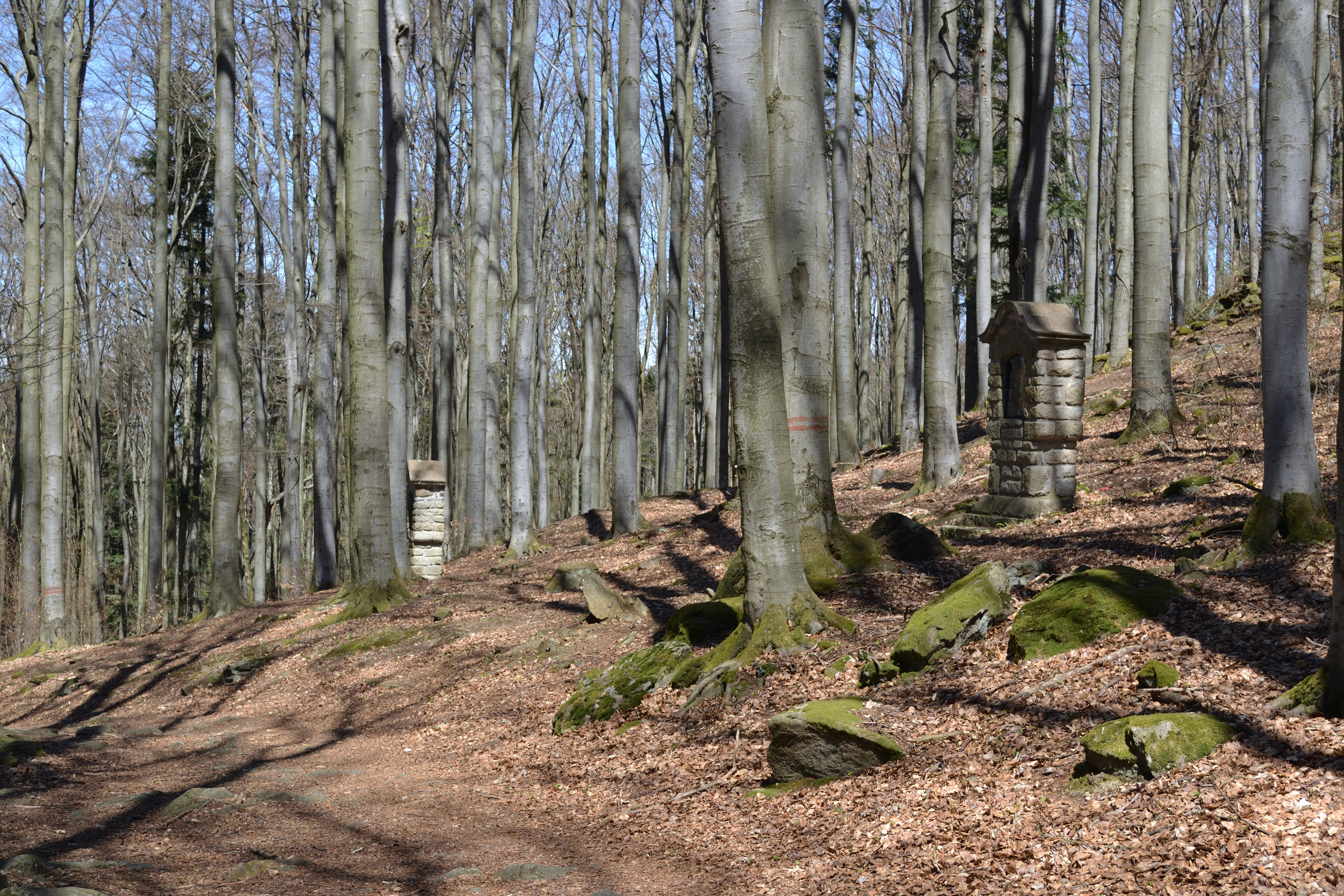
křížová cesta
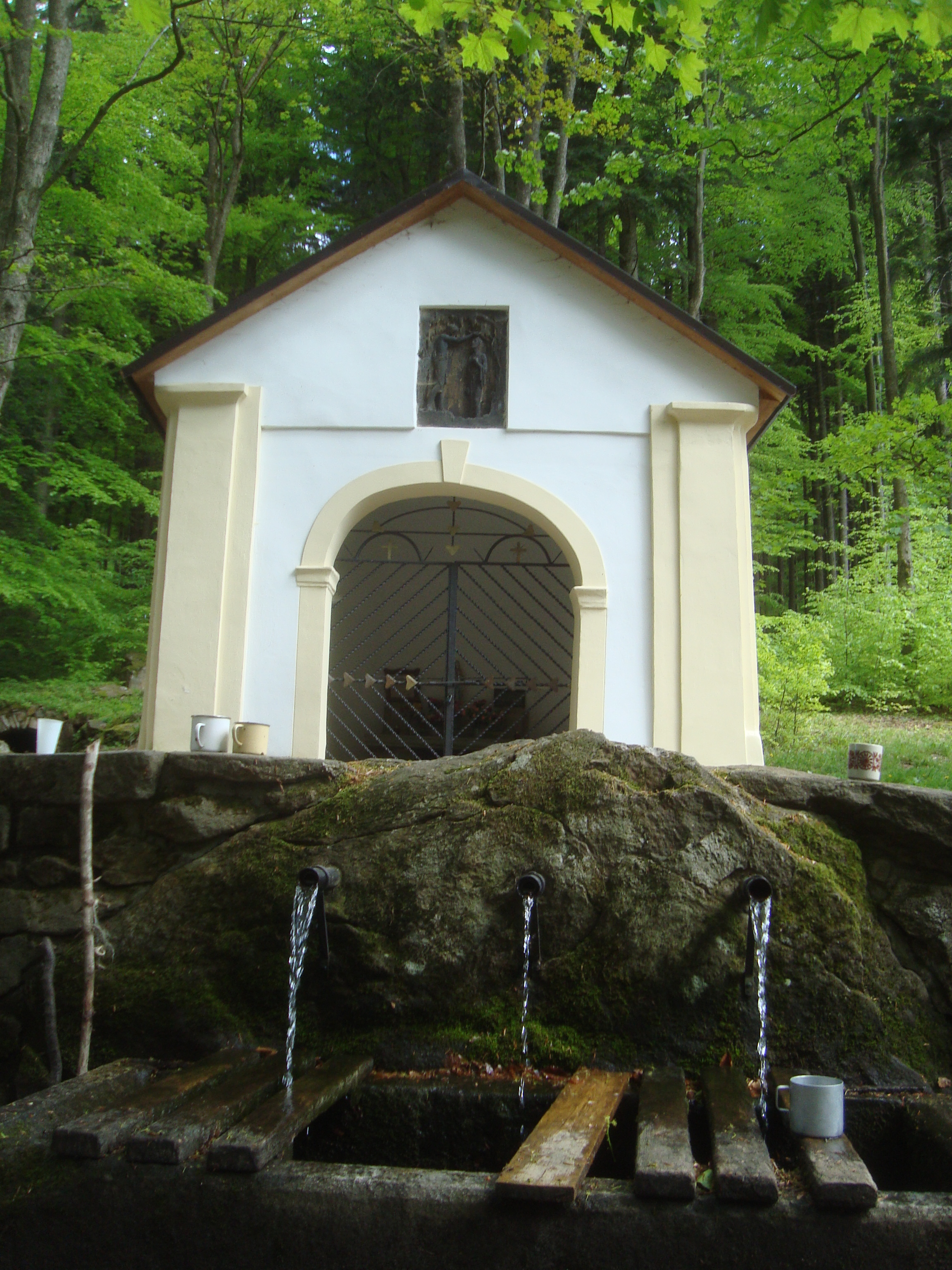
kaple svatého Jana Křtitele se studánkou